# Mount Liebig
Der Mount Liebig ist ein Berg im Northern Territory in Australien.
Mit einer Höhe von 1524 Metern ist er einer der höchsten Gipfel der MacDonnell Ranges. Der Mount Liebig wurde von dem Forscher Ernest Giles nach dem deutschen Chemiker Justus von Liebig benannt.